# Ivan Slivak
Ivan Slivak (Zagreb, 30. listopada 1910. – Zagreb, 15. studenog 1998.) bio je hrvatski nogometaš i nogometni reprezentativac.

### Reprezentativna karijera
Za nogometnu reprezentaciju Kraljevine Jugoslavije odigrao je jednu utakmicu.